# مجتمع صناعي

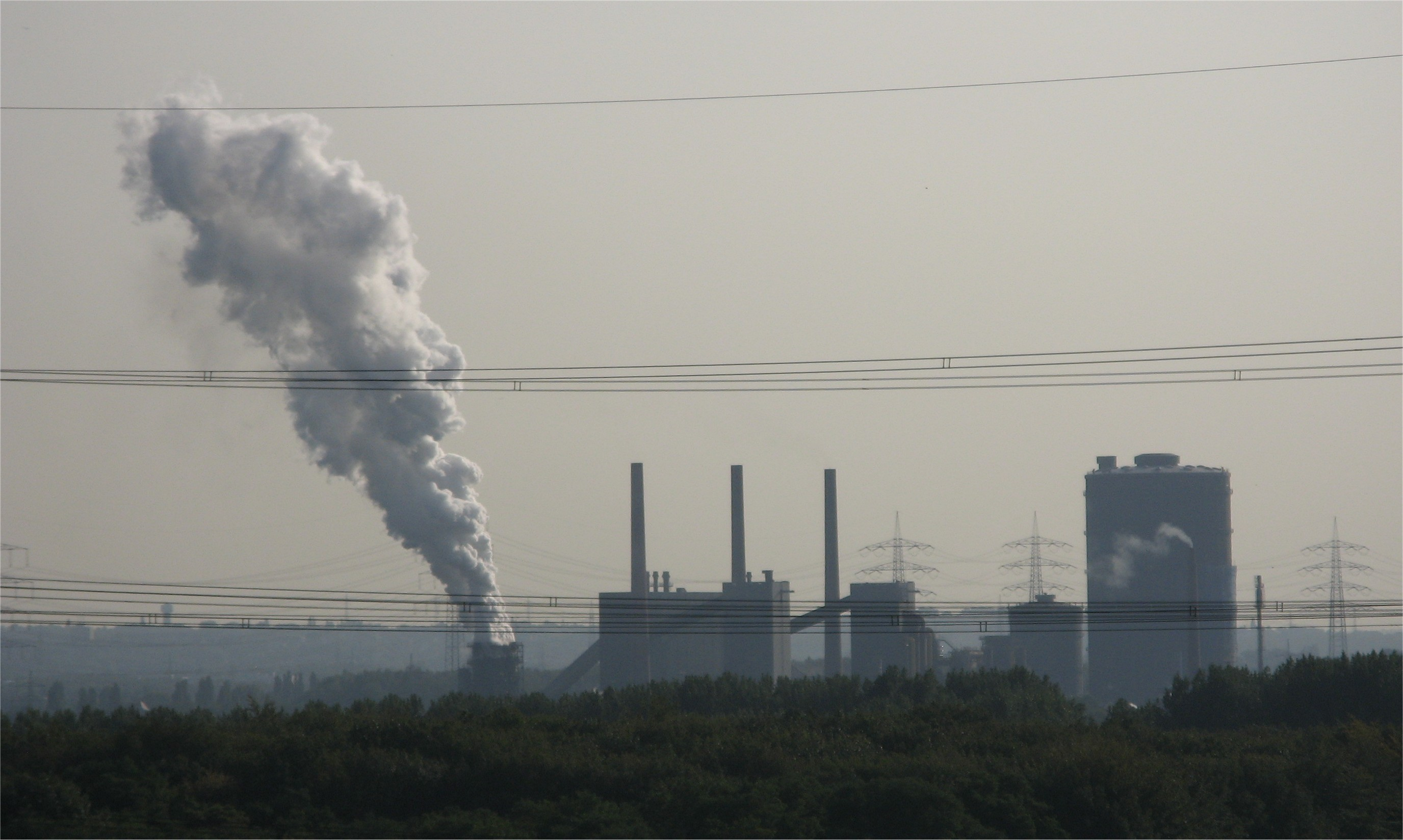

تشير عبارة المجتمع الصناعي إلى النموذج الحاسوبي المعتمد على الوكيل المحدد من أجل القيام بـمحاكاة بالحاسوب في التحليل الاجتماعي. وترتبط غالبًا بالسمة في النظام المعقد والتولد وطريقة مونت كارلو وعلم الاجتماع الحاسوبي ونظام متعدد الوكلاء والبرمجة التطورية. وبالرغم من أن المفهوم في ذاته بسيط بالقدر الكافي إلا أن الوصول إلى هذه النقطة المفاهيمية يستغرق بعض الوقت. فالنماذج الرياضية المعقدة كانت ولا تزال منتشرة، والنماذج البسيطة المخادعة فقط تعود جذورها لفترة متأخرة من الأربعينيات، ثم تولت الريادة في الحاسوب الصغير لتعمل فيما بعد بكامل طاقتها.

## نظرة عامة
الهدف بناء عمليات محاكاة موازية تتكون من أجهزة حاسوبية، التي يشار إليها باسم وكلاء، ذات خصائص محددة من أجل تقديم نموذج للظاهرة المستهدفة. والموضوع هو عملية التولد من المستوى الأدنى للنظام الاجتماعي إلى المستوى الأعلى.
يمكن تتبع تاريخ النمذجة المعتمدة على الوكيل بالرجوع لأجهزة جون فون نيومان وهو مفهوم الأجهزة القادرة على التكاثر. فالجهاز الذي اقترحه يمكنه اتباع تفاصيل التعليمات بدقة لينتج نسخة من نفسه. ثم قام ستانيسلو أولام، عالم رياضيات أيضًا، صديق فون نيومان بتوسعة المفهوم باقتراح بناء الجهاز على الورق كمجموعة من الخلايا على الشبكة. لقد أثارت الفكرة فون نيومان والذي صاغها ومن ثم قام بإنشاء الأجهزة التي سميت فيما بعد الخلايا ذاتية السلوك.
وقد قام أيضًا الرياضي جون كونواي بإحراز تقدم لاحق. فقد قام بتصميم لعبة الحياة الشهيرة. وخلافًا لجهاز فون نيومان فإن لعبة الحياة لكونواي تعمل طبقًا لقواعد بسيطة جدًا في عالم افتراضي في شكل رقعة شطرنج ثنائية الأبعاد.
لقد بدأ في أول الأمر عالم الحاسوب كريغ رينولدز بتطبيق نموذج الاعتماد على الوكيل كنموذج اجتماعي فقد حاول عمل نموذج من الوكلاء البيولوجيين الأحياء، وهو الأسلوب المعروف باسم الحياة الاصطناعية وهو المصطلح الذي صاغه كريستوفر لانجتون.
وقد تم تطبيق الأساليب الحاسوبية للحياة الاصطناعية على تحليل الأنظمة الاجتماعية وأطلق عليه جوشا إم إبستاين ووبرت أكستيل في المرة الأولى اسم «المجتمع المصطنع». وفي نهاية الأمر قدم المجتمع الاصطناعي أسلوبًا جديدًا في التحليل الاجتماعي في شكل علم الاجتماع الحاسوبي. إن المشكلة الأساسية مرتبطة بعلم الاجتماع التقليدي، وموضوع الارتباط بين الأدنى والأعلى: كما بينها عالم الاجتماع الفرنسي إميل دوركايم، والسؤال حول كيفية تأثير الأفراد داخل النظام الاجتماعي، وكيف أنهم يتأثرون بمستوى اجتماعي أعلى.
لقد حظي المجتمع الاصطناعي بقبول واسع من قِبل علم الاجتماع الحديث باعتباره طريقة واعدة تتصف بالاستعمال المكثف لـبرامج الحاسوب، وعملياتالمحاكاة بالحاسوب والتي تتضمن الخوارزمية التطورية، والخوارزمية الوراثية، والبرمجة الوراثية، وبرمجة علم التطور الثقافي والنمذجة المعتمدة على الوكيل والخلايا ذاتية السلوك.
وبالنسبة لكثيرين يعتبر المجتمع الاصطناعي نقطة التقاء للأفراد المنتمين للمجالات الأكثر تقليدية الأخرى في مجال البحث متعدد التخصصات مثل، اللغويات والفيزياء والرياضيات والفلسفة وعلم الحاسوب والأحياء وعلم الاجتماع حيث يمكن مناقشة المناهج الحاسوبية والنظرية التي يمكن أن تكون مثيرة للجدل في أنظمتها الأصلية. وباعتباره أحد المجالات فقد حظي بتاريخ مثير للجدل؛ فقد وصفه بعضهم بأنه «لاهوت عملي» أو «علوم خالية من الحقيقة». وبالرغم من ذلك إلا أن المنشورات الأخيرة للمقال التي تناولت المجتمع الاصطناعي بالمجلات العلمية تضمنت على سبيل المثال: Journal of Artificial Societies and Social Simulation and Journal of Social Complexity والتي أظهرت أن تقنيات الحياة الاصطناعية أصبحت بقدر ما مقبولة في الاتجاه السائد لعلم الاجتماع.

## السياسة الصناعية
نظرًا لكون الصناعة اليوم جزءًا مهمًا من المجتمعات والدول، فإن العديد من الحكومات ستمتلك دورًا على الأقل في صناعة التخطيط والتنظيم. يمكن لهذا أن يشمل قضايا مثل التلوث الصناعي والتمويل والتعليم المهني وقانون العمل.

## العمل الصناعي
تستخدم الصناعة في المجتمع الصناعي جزءًا كبيرًا من السكان. يحدث هذا عادة في قطاع التصنيع. نقابة العمال هي تنظيم عمال اجتمعوا مع بعضهم لتحقيق أهداف مشتركة في المجالات الرئيسية مثل الأجور والساعات وظروف العمل الأخرى. تعقد النقابة العمالية من خلال قيادتها، صفقات مع صاحب العمل نيابة عن أعضاء الاتحاد (عامة الشعب) وتتفاوض على عقود العمل مع أرباب العمل. بدأت هذه الحركة أولًا بين العمال الصناعيين.

## الآثار على العبودية
اعتمدت روما وغيرها من الثقافات المتوسطية خصوصًا، على العبودية طوال فترة اقتصادها. في حين حلت القنانة محل هذه الممارسة في أوروبا خلال العصور الوسطى، إلا أن العديد من القوى الأوروبية أعادت العبودية على نطاق واسع في الفترة الحديثة المبكرة، لاسيما في الأعمال الأكثر قسوة في مستعمراتها. لعبت الثورة الصناعية دورًا رئيسيًا في إلغاء العبودية في وقت لاحق، يرجع ذلك جزئيًا إلى كون الهيمنة الاقتصادية الجديدة للتصنيع المنزلي تقوض المصالح في تجارة الرقيق. إضافة إلى ذلك، تتطلب الطرق الصناعية الجدية تقسيمًا معقدًا للعمل مع إشراف أقل على العمال، والذي قد لا يتوافق مع العمل القسري.

## الحرب
غيرت الثورة الصناعية الحرب، مع الأسلحة واللوازم المنتجة بالجملة والنقل الآلي ومفهوم الحرب الشاملة وأسلحة الدمار الشامل. كانت الحالات المكبرة من الحرب الصناعية هي حرب القرم والحرب الأهلية الأمريكية، إلا ان إمكاناتها الكاملة ظهرت خلال الحروب العالمية.

## الاستخدام في العلوم الاجتماعية وسياسات القرن العشرين
اتخذ «المجتمع الصناعي» معنى أكثر تحديدًا بعد الحرب العالمية الثانية في سياق الحرب الباردة وتدويل علم الاجتماع من خلال منظمات مثل اليونسكو وانتشار العلاقات الصناعية الأمريكية إلى أوروبا. ألهم تعزيز مكانة الاتحاد السوفيتي كقوة عالمية التفكير فيما إذا كان الارتباط الاجتماعي للاقتصاديات الصناعية المتقدمة مع الرأسمالية يتطلب التحديث. ساهم تحول المجتمعات الرأسمالية في أوروبا والولايات المتحدة إلى رأسمالية رفاهية منظمة تديرها الدولة، مع قطاعات كبيرة من الصناعة المؤممة في كثير من الأحيان، في خلق انطباع بانها قد تتطور إلى ما هو أبعد من الرأسمالية أو نحو نوع من «التقارب» المشترك بين جميع أنواع المجتمعات الصناعية سواء كانت رأسمالية أو شيوعية. أُخذت إدارة الدولة والأتمتة والبيروقراطية والمفاوضة الجماعية المؤسسية وظهور قطاع التعليم العالي على أنها علامات شائعة للمجتمع الصناعي.
تميز نموذج «المجتمع الصناعي» في الخمسينيات والستينيات من القرن العشرين بقوة النمو الاقتصادي غير المسبوق في أوروبا والولايات المتحدة بعد الحرب العالمية الثانية، واعتمد بشدة على عمل اقتصاديين مثل كولن كلارك وجون كينيث غالبريث ودبليو. دبليو. روستو وجين فوراستي. أعطى اندماج علم الاجتماع مع اقتصاد التنمية نموذج المجتمع الصناعي تشابهًا قويًا مع نظرية التحديث، التي حققت تأثيرًا قويًا في العلوم الاجتماعية في سياق إنهاء الاستعمار بعد الحرب وتطوير دول ما بعد الاستعمار.
استخدم عالم الاجتماع الفرنسي رايموند آرون، الذي أعطى التعريف الأكثر تطورًا لمفهوم «المجتمع الصناعي» في الخمسينيات من القرن العشرين، المصطلح كطريقة في المقارنة لتحديد الميزات المشتركة للمجتمعات الرأسمالية الغربية والأسلوب السوفيتي. استخدم علماء اجتماع آخرون من بينهم دانيال بيل وراينهارد بيديكس ورالف داهدريندورف وجورج فريدمان وسيمور مارتن ليبست وآلان تورين أفكارًا مماثلة في عملهم، على الرغم من التعاريف المختلفة في بعض الأحيان. جرى التعبير عن المفاهيم الرئيسية لنظرية المجتمع الصناعي بشكل شائع في أفكار الإصلاحيين في الأطراف الاجتماعية الديمقراطية الأوروبية الذين دافعوا عن الماركسية ونهاية السياسة الثورية.